# 겐닌의 난
겐닌의 난(일본어: 建仁の乱)은 가마쿠라 시대 전기에 조씨 일족이 겐닌 원년(1201년) 정월 23일부터 5월까지 가마쿠라 막부를 상대로 일으켰던 반란이다.
쇼지 2년(1200년) 정월 가지와라 가게토키의 난이 실패로 끝나자 가게토키의 비호를 받고 있던 조 나가요시가 이듬해에 헤이안쿄로 상경해 막부를 타도하기 위해 거병했으나 실패하고. 동시기에 조카인 조 스게모리와 한가쿠 고젠 등 본령인 에치고국에 잔존하고 있던 조씨 일족 역시 막부를 상대로 거병하였으나 모두 막부군에 의해 진압되어 반란은 실패로 끝났다.